# ジャニーナ (小惑星)
ジャニーナ (383 Janina) は小惑星帯の典型的な小惑星である。C型小惑星に分類され、テミス族の軌道を回っている。
フランスの天文学者、オーギュスト・シャルロワによってニースで発見された。命名の由来は不明である。